# Нереальная любовь (фильм, 2007)
«Нереальная любовь» (нидерл. Alles is Liefde, англ. All is Love) — романтическая комедия режиссёра Йорама Люрсена, снятая в 2007 году. Самая посещаемая голландская романтическая комедия за всю историю (свыше 1 млн зрителей).

## Сюжет
Актёр, который каждый год исполняет роль Санта-Клауса (Sinterklaas) умирает перед самым приездом съёмочной группы. Его замещает странный Санта-Клаус по имени Ян. За несколько минут до представления он прыгает в воду, чтобы спасти девочку, а потом убегает от толпы и исчезает. На следующий день ассистент продюсера находит его на телепрограмме и получает от него согласие изображать Санта-Клауса в шоу при условии, что работа будет оплачена.
Класье только что рассталась со своим мужем Деннисом, потому что он изменил ей с молодой учительницей младших классов. Деннис хочет её вернуть, но его шансы уменьшаются, когда жена начинает флиртовать с 16-летним парнем, которого она встречает во время похорон своего отца, того самого умершего актёра, играющего каждый год роль Санта-Клауса. Лучшая подруга Класье, Симоне, мать девочки, спасённой Санта-Клаусом, держит всю свою семью в кулаке. Муж Симоне, Тед часто чувствует себя лишним. Он теряет работу, однако боится сказать об этом своей властной жене.
Инструктор по плаванию Виктор хочет жениться на Кес, работнике похоронного бюро. Но Кес сомневается и страшится насчёт преданности после свадьбы. Во время венчания он уходит, не сказав «да».
Кики, сестра Виктора, продавщица в ювелирном магазине всегда мечтала о "принце". Когда приходит Санта-Клаус, Кики сталкивается с Краун-принцем Валентином, сидя в карете, и у них завязывается любовное приключение.
В ночь Санта-Клауса Ян опять сбегает перед самым телешоу. Его замечает Тед и узнаёт в нём спасителя своей дочери. Тед приглашает Яна в свой дом выпить пива. Вокруг него собираются дети, которые тайно передают весть о Санта-Клаусе друг другу. Приезжает съёмочная группа. В интервью он честно рассказывает о своей жизни и о сыне, которого оставил, когда тому было 3 года. Интервью идёт по телевидению. Виктор привозит найденного сына Яну.

## Награды
- «Золотой телец» на Нидерландском кинофестивале в категории Лучший режиссёр и Лучший фильм (2007).
- «Премия Рембрандта» в категории Лучший актёр, Лучшая актриса (2008) и Лучший DVD (2009).